# サタデイ・ナイト・リスト
『サタデイ・ナイト・リスト』（Saturday Night Wrist）は、アメリカのオルタナティヴ・メタル・バンド、デフトーンズの5枚目のスタジオ・アルバム。2006年10月31日発売。国内盤は特製ステッカー付き。

## 概要
プロデューサーにはピンク・フロイドやアリス・クーパーとの仕事で知られるプロデューサー、ボブ・エズリンが抜擢された。メンバー間の緊張状態やボーカルのチノの抱える問題（後述）により製作期間は2年近くに及ぶなどアルバムの制作は困難を極め、バンドの機能は疲弊していった。ボーカルのチノも当時について「コミュニケーション不足から、一時は解散の危機に直面していた」と認めている。特にチノとギタリストのステファンとの音楽的方向性の違いから確執が発生していたが、ロサンゼルスに引っ越していたステファンの元にチノも向かい、対話することで誤解やわだかまりも解けていったという。
アルバムの楽曲の大半はチノの薬物依存症やアルコール依存症、結婚生活の破綻から生み出されたものであり、結果的にそれらはプレスからの賞賛を浴びることとなる。

## 収録曲
特筆ない限り全曲デフトーンズによる作詞作曲
1. ホール・イン・ジ・アース - "Hole in the Earth" - 4:09
2. ラプチュア - "Rapture" - 3:25
3. ビウェア - "Beware" - 6:00
4. チェリー・ウェイヴス - "Cherry Waves" - 5:17
5. メイン - "Mein" （デフトーンズ、サージ・タンキアン、ショーン・ロペス） - 3:59
6. U, U, D, D, L, R, L, R, A, B, SELECT, START - "U, U, D, D, L, R, L, R, A, B, Select, Start" - 4:12
7. XERCES - "Xerces" - 3:42
8. ラッツ!ラッツ!ラッツ! - "Rats! Rats! Rats!" - 4:00
9. ピンク・セルフォン - "Pink Cellphone" （デフトーンズ、アニー・ハーディー） - 5:04
10. コンバット - "Combat" - 4:46
11. KIMDRACURA - "Kimdracula" - 3:15
12. RIVIERE - "Rivière" - 3:45

## 参加ミュージシャン
- チノ・モレノ - ボーカル、リズムギター
- ステファン・カーペンター - リードギター、ドラムス (#6)
- チ・チェン - ベースギター、コーラス
- エイブ・カニンガム - ドラムス
- フランク・デルガド - サンプリング、キーボード